# Marian Górski (ekonomista)
Marian Górski (ur. 12 września 1948 w Augustowie, zm. 23 maja 2022 w Piasecznie) – polski ekonomista, prof. dr hab. n. ekon., dziekan Wydziału Zarządzania Uniwersytetu Warszawskiego (1990–1996).

## Życiorys
Był synem Jana i Janiny. W 1971 ukończył studia na kierunku ekonometria na Wydziale Nauk Ekonomicznych Uniwersytetu Warszawskiego. Od 1972 pracował w Zakładzie Konsumpcji i Rynku (od 1982 Katedrze Gospodarki Narodowej) w Instytucie (od 1977 Wydziale) Zarządzania UW W 1978 obronił pracę doktorską Konsumpcja w planistycznych modelach wzrostu gospodarki socjalistycznej napisaną pod kierunkiem Kazimierza Rycia. W 1981 zaangażował się w działalność NSZZ „Solidarność”, był członkiem komisji zakładowej na Uniwersytecie Warszawskim. Został też członkiem Federacji Konsumentów i z jej ramienia został sekretarzem Społecznej Komisji Cen. W latach 80. XX wieku zajmował się makroekonomicznymi modelami równowagi gospodarczej oraz inflacją jako zjawiskiem nierównowagi w gospodarce rynkowej. Razem z Grzegorzem Jędrzejczakiem opracował raporty z badań Inflacja w warunkach reformy gospodarczej (1985), Systemowe i zasileniowe uwarunkowania równowagi rynkowej gospodarki socjalistycznej (1985), Program doskonalenia pieniężnych mechanizmów gospodarczych (1985) oraz wydał książkę Równowaga i stabilność w gospodarce socjalistycznej (1987). Ta ostatnia praca stała się podstawą dla uzyskania w 1987 stopnia doktora habilitowanego.  W latach 1988–1989 przebywał na stypendium Fundacji Alexandra von Humboldta na Uniwersytecie Hamburskim. Następnie powrócił do pracy na Wydziale Zarządzania UW, a w latach 1989–1995 pracował równocześnie w Instytucie Finansów UW. W latach 1990–1996 był dziekanem Wydziału Zarządzania Uniwersytetu Warszawskiego, od 2009 kierował Katedrą Systemów Finansowych Gospodarki oraz Zakładem Bankowości i Rynków Pieniężnych w tej katedrze. 21 grudnia 2007 nadano mu tytuł profesora w zakresie nauk ekonomicznych. Był autorem książki Rynkowy system finansowy (2007).
Równocześnie w latach 1991–1998 prowadził działalność gospodarczą w ramach spółki konsultingowej PREMIUM-econ Sp. z o.o., która uczestniczyła w procesach prywatyzacji i restrukturyzacji. W latach 1991–2005 był członkiem rad nadzorczych Wielkopolskiego Banku Kredytowego i Banku Zachodniego, a  następnie Banku Zachodniego WBK SA, był także członkiem rady nadzorczej Towarzystwa Ubezpieczeń i Reasekuracji „Warta”. W latach 2013–2017 był członkiem Rady WIBOR.
W 2002 został odznaczony Złotym Krzyżem Zasługi. Pochowany na Cmentarzu Powązkowskim w Warszawie